# البرح (إب)
البرح هي إحدى قرى الجمهورية اليمنية. وهي تتبع جغرافيًا لمحافظة إب. وإداريًا لمديرية فرع العدين. يبلغ تعداد سكانها 2640 نسمة حسب الإحصاء الذي جرى عام 2004.